# Иов Почаевский
Игумен Иов (в миру Иван Иванович Железо, в схиме Иоанн; ок. 1551, Коломыя — 28 октября 1651, Почаев) — почаевский преподобный.
Дни памяти в Русской православной церкви (н. ст.): преставление — 10 ноября 1651 года; обретение мощей — 10 сентября 1659 года; 19 мая — в день памяти Иова Многострадального; а также в третью неделю по Пятидесятнице (Собор Галицких святых).

## Жизнеописание
Родился на территории Галиции, в возрасте 10 лет поступил в Угорницкий монастырь. В 12 лет принял монашеский постриг с именем Иов, по достижении совершеннолетия был рукоположён в иеромонаха. В 30 лет принял великую схиму с именем Иоанн (несмотря на это прославлен в лике святых с именем Иов).
По просьбе князя Константина Острожского Иов был переведён в находившийся в его владениях Дубенский Крестный монастырь и более 20 лет был его настоятелем. Будучи настоятелем Иов проводил просветительскую деятельность, при нём в типографии князя Константина была Иваном Фёдоровым напечатана Острожская Библия (первая полная славянская Библия). Под его руководством выполнялись переводы трудов Отцов Церкви. Недовольство по поводу его просветительской деятельности со стороны католиков и униатов заставили его около 1604 года перейти в окрестности Почаевской горы в поисках места для аскетических подвигов. Он поселился в пещере и изнурял своё тело постом.
Монахи Почаевской обители, видя благочестие Иова, сделали его игуменом монастыря. Иов ввёл в монастыре общежительный устав. При нём началась активная строительная деятельность: возведены новые монастырские стены, построен Свято-Троицкий собор, а затем ещё шесть церквей. Продолжая свою просветительскую деятельность Иов создал Почаевскую типографию. Также он не оставил работу по написанию сочинений в защиту православия. Известна хранившаяся в Почаевской лавре «Книга Иова Железа, игумена Почаевскаго, властною его рукою написанная» (в 1884 году была издана под названием «Пчела почаевская»); оригинал рукописи не сохранился.
Умер в возрасте ста лет, в 1651 году. Мощи его найдены нетленными в 1659 году. 28 августа 1833 года по решению Священного Синода мощи Иова были открыты второй раз для освидетельствования. В 1902 году Святейший Синод определил в этот день обносить святые мощи преподобного Иова вокруг Успенского собора Почаевской Лавры после Божественной литургии.

## Почитание
Храмы, освящённые во имя Иова Почаевского, действуют в России (в Москве) и на Украине: в Борисковичах (Владимир-Волынская и Ковельская епархия), Константиновке (Донецкая и Мариупольская епархия УПЦ МП), Дрогобыче (Львовская епархия УПЦ, кафедральный собор), Успенском Липецком монастыре и Иверском монастыре в Голубях (оба — Ровенская и Острожская епархия), Каменце-Подольском (Каменец-Подольская епархия), Иоанно-Предтеченском монастыре в Бедевле (Хустская и Виноградовская епархия), и храм Иова Почаевского в Почаевской лавре. Почитается также в Православной церкви Украины.